# Flugplan

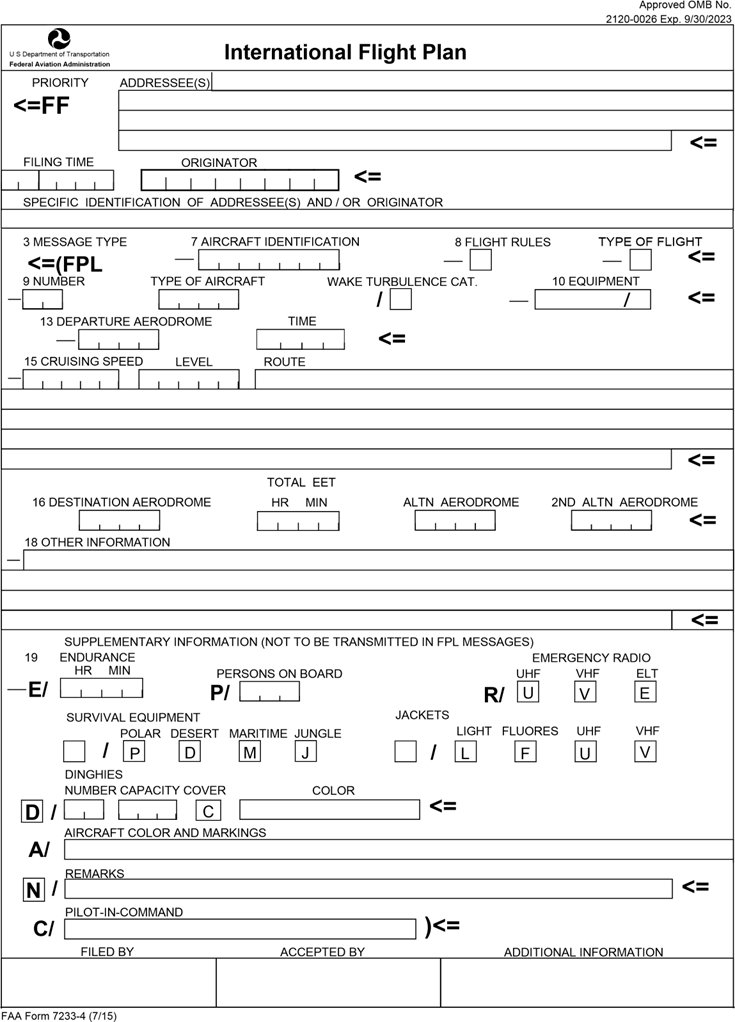
Formular für einen internationalen Flugplan

Ein Flugplan ist die Ankündigung und Beschreibung eines Fluges. Je nach Verwendungszweck unterscheidet man IFR-Flugpläne (Flüge nach Instrumentenflugregeln), VFR-Flugpläne (Flüge nach Sichtflugregeln) und gemischte Flugpläne, die mit VFR oder IFR beginnen und während des Fluges die Flugregeln wechseln.
Der Flugplan enthält Daten über das Luftfahrzeug, den Zweck des Fluges, den Abflugplatz, den geplanten Zielflugplatz, die geplante Flughöhe, die geplante Flugroute und Ankunftszeit sowie eventuelle Ausweichflugplätze und die durch den Treibstoffvorrat bedingte maximale Flugzeit.
Die Deutsche Flugsicherung, die Schweizer Flugsicherung Skyguide und die österreichische Austrocontrol bieten die Möglichkeit, Flugpläne über das Internet aufzugeben. Europaweit können Flugpläne mit EuroFPL oder über das Integrated Initial Flight Plan Processing System (IFPS) aufgegeben werden.

## Inhalt
Ein Flugplanformular sieht fast überall auf der Welt gleich aus, da es von der ICAO normiert wurde. Folgende Felder sind in einem Flugplanformular vorhanden:
- Anschrift(en): Dieses Feld beinhaltet AFTN-Adressen und wird vom Flugberatungsdienst ausgefüllt.
- Aufgabezeit: dito
- Aufgeber: dito
- Besondere Anschriften und/oder Aufgeber: dito
- Rufzeichen: Hier wird a) das Luftfahrzeugkennzeichen ohne Bindestrich eingetragen, also beispielsweise DAIHC für D-AIHC, oder b) ICAO-Code der Fluggesellschaft und Flugnummer, oder c) sonstiges Rufzeichen, z. B. militärisches
- Flugregeln: Hier wird mit einem I bzw. einem V vermerkt, ob es sich um einen Flug nach Instrumenten- oder Sichtflugregeln handelt. Ein Y bezeichnet einen Flug, der mit IFR beginnt und nach VFR wechselt, ein Z bezeichnet einen Flug, der mit VFR beginnt und nach IFR wechselt. Für Sichtflüge bei Nacht trägt man im Feld „Andere Angaben“ zusätzlich den Ausdruck RMK/N VFR NIGHT ein.
- Art des Fluges: Ein G steht für General Aviation (Allgemeine Luftfahrt), ein X für Ausbildungs-, Test- und Erprobungsflüge und ein N für nichtplanmäßige Flüge im gewerblichen Luftverkehr.
- Anzahl: Hier trägt man die Anzahl der am Flug beteiligten Flugzeuge ein, was nur bei Verbandsflügen eine Rolle spielt.
- Muster d. Lfz.: Hier wird die ICAO-Abkürzung des Luftfahrzeuges eingetragen, zum Beispiel C172 für den Typ Cessna 172.
- Wirbelschleppenkategorie: Sie richtet sich nach der maximalen Startmasse des Luftfahrzeuges. Ein L (light) steht für ein MTOW bis 7.000 kg einschließlich, ein M (medium) für ein MTOW von mehr als 7.000 kg und weniger als 136.000 kg und ein H (heavy) steht für ein MTOW von 136.000 kg oder mehr.
- Ausrüstung: Ein N steht für keinerlei vorhandene beziehungsweise benutzbare Radionavigationsausrüstung, ein S steht für die Standardausrüstung (VHF, VOR und ILS).
- Startflugplatz: Hier wird der ICAO-Code des Startflugplatzes eingetragen.
- Zeit: Hier wird die Estimated off-block time (EOBT), die voraussichtliche Abblockzeit, zu der das Flugzeug mit der Bewegung vom Terminal beginnt, eingetragen. Sie wird als vierstellige Zahl in UTC angegeben.
- Geschwindigkeit: Sie ist mit dem Buchstaben N und einer vierstelligen Zahl anzugeben, zum Beispiel steht N0100 für eine Reisegeschwindigkeit von 100 Knoten.
- Reiseflughöhe: Bei einem VFR-Flug am Tag wird hier einfach VFR eingetragen, mit einem A und drei Ziffern legt man die Reiseflughöhe in Hundertern Fuß über dem Meeresspiegel fest und mit einem F und drei Ziffern wird die Flugfläche angegeben.
- Route: Hier wird die Route, zum Beispiel eine Liste von ATS-routes eingetragen. Bei Flügen nach Instrumentenflugregeln beginnen diese Routen meist mit einem IFR-Abflugverfahren (Standard Instrument Departure, SID), gefolgt von abwechselnd einem Punkt, einer Luftstraße (Airway) und wieder einem Punkt, wobei die Punkte aus fünf Buchstaben bestehen (z. B. BATEL in der Nähe von Berlin) und die Luftstraßen aus einem oder zwei Buchstaben sowie ein bis drei Zahlen, teilweise auch noch mit einem folgenden Buchstaben (z. B. USA). Zum Schluss folgt eventuell eine Anflugroute (Standard Arrival, STAR).
- Zielflugplatz: In dieses Feld kommt der ICAO-Code des Zielflugplatzes.
- Vorauss. Gesamtflugdauer: Hier wird die geschätzte Flugzeit in Stunden und Minuten als vierstellige Zahl angegeben.
- Ausweichflugplatz: Hier trägt man den ICAO-Code des Ausweichflugplatzes ein, der angeflogen wird, falls der eigentliche Zielflugplatz geschlossen oder nicht anfliegbar ist.
- 2. Ausweichflugplatz: Hier trägt man den ICAO-Code des zweiten Ausweichflugplatzes ein, der angeflogen wird, falls der erste Ausweichflugplatz geschlossen oder nicht anfliegbar ist.
- Andere Angaben: Hier trägt man nötige Ergänzungen, zum Beispiel zum Luftfahrzeugtyp ein.

Ergänzende Angaben
- Höchstflugdauer: Die Flugdauer, für deren Überbrückung genügend Treibstoff mitgeführt wird.
- Pers. an Bord
- Notfunkfrequenz: Hier trägt man ein, über welche Notfunkfrequenz(en) man im Notfall zu erreichen ist bzw. Funksprüche absetzen würde.
- Rettungsausrüstung: Hier wird die Art der mitgeführten Rettungsausrüstung eingetragen.
- Schwimmwesten: Hier wird die Art der mitgeführten Schwimmwesten eingetragen.
- Schlauchboote: Hier trägt man Anzahl und Kapazität der mitgeführten Schlauchboote ein.
- Farbe und Markierung d. Lfz.
- Bemerkungen: In dieses Feld werden ggf. ergänzende Angaben zur Rettungsausrüstung gemacht.
- Verantwortlicher Lfz.-Führer: Hier trägt man ein, wer für die Durchführung des Fluges verantwortlich ist (Pilot in Command).
- Unterschrift d. Lfz.-Führers oder Berechtigten
- Unterschrift FB: In dieses Feld gehört die Unterschrift der Person, die den Flugplan entgegengenommen hat.
- Bemerkungen nicht zu übermitteln

Zusätzliche Angaben sofern erforderlich
- Erreichbarkeit bis EOBT – Tel.
- Erreichbarkeit bis EOBT – Fax
- Bitte Beratung: Hier stehen zwei Felder zur Verfügung. Wird das linke angekreuzt, erhält man eine schriftliche Flugberatung, die Informationen enthält, die innerhalb der letzten 90 Tage in Kraft getreten sind. Wird das rechte Feld angekreuzt, welches mit dem Vermerk „3+“ gekennzeichnet ist, erhält der Flugplanaufgeber Informationen über die 90 Tage hinaus.[1]

## Flugplan in Deutschland
Der Pilot gibt seinen Flugplan gewöhnlich vor Antritt eines Fluges auf.
Ein Flugplan wird von den Flugsicherungsorganisationen verwendet, um Flüge im Voraus zu planen sowie um im Notfall (z. B. Funkausfall) Anhaltspunkte für das Verhalten eines Luftfahrzeugführers zu haben. Auch die Aktivierung des Such- und Rettungsdienstes geschieht anhand von Angaben aus dem Flugplan.
Er besteht aus einem einseitigen Formular, welches 20 Felder hat, die zumeist mit Abkürzungen und numerischen Daten gefüllt werden. Der Flugplan selbst und die in diesen eingetragenen Informationen sind so abgefasst, dass sie international verständlich sind und deshalb keine Angaben in Landessprache enthalten.

### Flugplanpflicht
Ein Flugplan ist vor der Durchführung folgender Flüge abzugeben:
1. ein Flug oder Flugabschnitt, der der Flugverkehrskontrolle unterliegt;
2. ein Flug nach Instrumentenflugregeln innerhalb des Flugverkehrsberatungsluftraums;
3. ein Flug innerhalb von Gebieten oder in Gebiete oder entlang Strecken, die von der zuständigen Behörde festgelegt sind, um die Bereitstellung von Fluginformationen und die Durchführung des Flugalarmdienstes sowie des Such- und Rettungsdienstes für Luftfahrzeuge zu erleichtern;
4. ein Flug innerhalb von Gebieten oder in Gebiete oder entlang Strecken, die von der zuständigen Behörde festgelegt sind, um die Koordinierung mit entsprechenden militärischen Stellen oder mit Flugverkehrsdienststellen in benachbarten Staaten zu erleichtern, um ein möglicherweise erforderliches Ansteuern zu Identifizierungszwecken zu vermeiden;
5. ein Flug über Staatsgrenzen, sofern die betreffenden Staaten keine andere Regelung getroffen haben;
6. ein Flug, der bei Nacht durchgeführt werden soll, soweit er über die Umgebung des Flugplatzes hinausführt.

### Einreichen des Flugplanes
Der Flugplan kann frühestens 5 Tage und muss spätestens eine Stunde, bei Gebieten mit Verkehrsflussregelung drei Stunden, vor dem planmäßigen Flugantritt an die Flugsicherungsbehörde per Telefon oder Telefax bzw. über das Internet aufgegeben werden. Daraufhin wird er von der Flugsicherung bestätigt.

### Änderung des Flugplanes
Vor Inkrafttreten des Flugplanes kann der Pilot die voraussichtliche off-block-Zeit bei der Flugsicherung nach vorne oder hinten verschieben.

### Aktivierung des Flugplanes
Bei Flugantritt auf kontrollierten Flugplätzen (Luftraum D CTR) wird der Flugplan automatisch aktiviert. Weitere Möglichkeiten sind die telefonische Startmeldung durch den Flugleiter eines unkontrollierten Startflugplatzes sowie durch eine per Funk an den Fluginformationsdienst übermittelte Startmeldung. Bei einem so genannten Inflight Pick-Up gibt der Pilot einen Flugplan für einen Flug nach Instrumentenflugregeln im Flug auf, z. B. weil das Wetter schlechter als erwartet ist.

### Schließen des Flugplanes
Nach der Landung oder wenn diese sichergestellt ist, muss der Flugplan durch die Landemeldung geschlossen werden. Bei Flugplätzen mit Flugverkehrskontrolle wird das automatisch erledigt.

### Überfällige Flüge
Erfolgt nun innerhalb einer bestimmten Zeit zum Beispiel keine Landemeldung, löst die Flugsicherung einen Alarmzustand aus, der Such- und Rettungsmaßnahmen zur Folge hat. Zunächst wird jedoch während der Unsicherheitsphase durch Nachfrage versucht sicherzustellen, dass nicht einfach die Landemeldung vergessen wurde.

### Dauerflugpläne
Für regelmäßige Flüge besteht die Möglichkeit der Aufgabe eines Dauerflugplans. Diese sind bei Eurocontrol, genauer über das Integrated Initial Flight Plan Processing System, einzureichen.

## Flugplan in den USA
In den USA können Piloten ihren Flugplan über mehrerer mögliche Kommunikationswege aufgeben:
- Telefonisch bei einer Flight Service Station über die kostenfreie Telefonnummer 1-800-992-7433
- In Papierformat bei der nächsten Flight Service Station
- Über die Web-Seite Flight Service 1800WxBrief

Das Computersystem DUAT der FAA wurde 2018 eingestellt.